# Liponema
Liponema är ett släkte av koralldjur. Liponema ingår i familjen Liponematidae.
Liponema är enda släktet i familjen Liponematidae.
Kladogram enligt Catalogue of Life:
| Liponema | \| \| Liponema brevicornis \| \| \| \| \| \| Liponema multipora \| \| \| \| |
|          | \| \| Liponema brevicornis \| \| \| \| \| \| Liponema multipora \| \| \| \| |
|          | Liponema brevicornis                                                        |
|          |                                                                             |
|          | Liponema multipora                                                          |
|          |                                                                             |